# Gries, Bas-Rhin

Gries este o comună în departamentul Bas-Rhin, Franța. În 1 ianuarie 2022 avea o populație de 2.886 de locuitori.